# Bleed the Freak
Bleed the Freak — песня американской гранж-группы Alice In Chains, выпущенная в 1991 году как третий сингл с дебютного студийного альбома Facelift. Демо-версия песни была включена в сборник Music Bank (1999).

## Лирика
В примечаниях к сборнику Music Bank гитарист Джерри Кантрелл объяснил лирику «Bleed the Freak»:
Песня — наше противостояние мира: «Я терплю многие годы, когда ты нас унижаешь и смотришь, как мы истекаем кровью, теперь я хотел бы видеть, как ты истекаешь кровью в ответ.

## Видеоклип
Вплоть до выхода Live в 2000 году, в качестве промо-клипа использовались кадры с выступления песни в театре Мура в Сиэтле в 1990 году. Это же представление взято из домашнего видео-релиза Live Facelift.

## Живое исполнение
Песня является любимой у фанатов группы и часто исполнялась вживую, а на одном концерте в 2006 году песня была открывающей. Живое исполнение «Bleed the Freak» есть в концертном альбоме Live. Это же исполнение песни также включено в видео-альбом Live Facelift.

## Список композиций
| №  | Название          | Длительность |
| -- | ----------------- | ------------ |
| 1. | «Bleed the Freak» | 4:12         |

| №  | Название       | Длительность |
| -- | -------------- | ------------ |
| 1. | «Put You Down» | 3:22         |

## Участники
- Лейн Стэйли — ведущий вокал
- Джерри Кантрелл — гитара, бэк-вокал
- Майк Старр — бас-гитара
- Шон Кинни — барабаны